# 頂泰山巖
25°02′38″N 121°25′25″E / 25.0437547701617°N 121.42357078898°E
頂泰山巖位於台灣新北市泰山區應化街三十二號，主祀顯應祖師，1985年公告為第三級古蹟，2017年再變更公告為直轄市定古蹟。

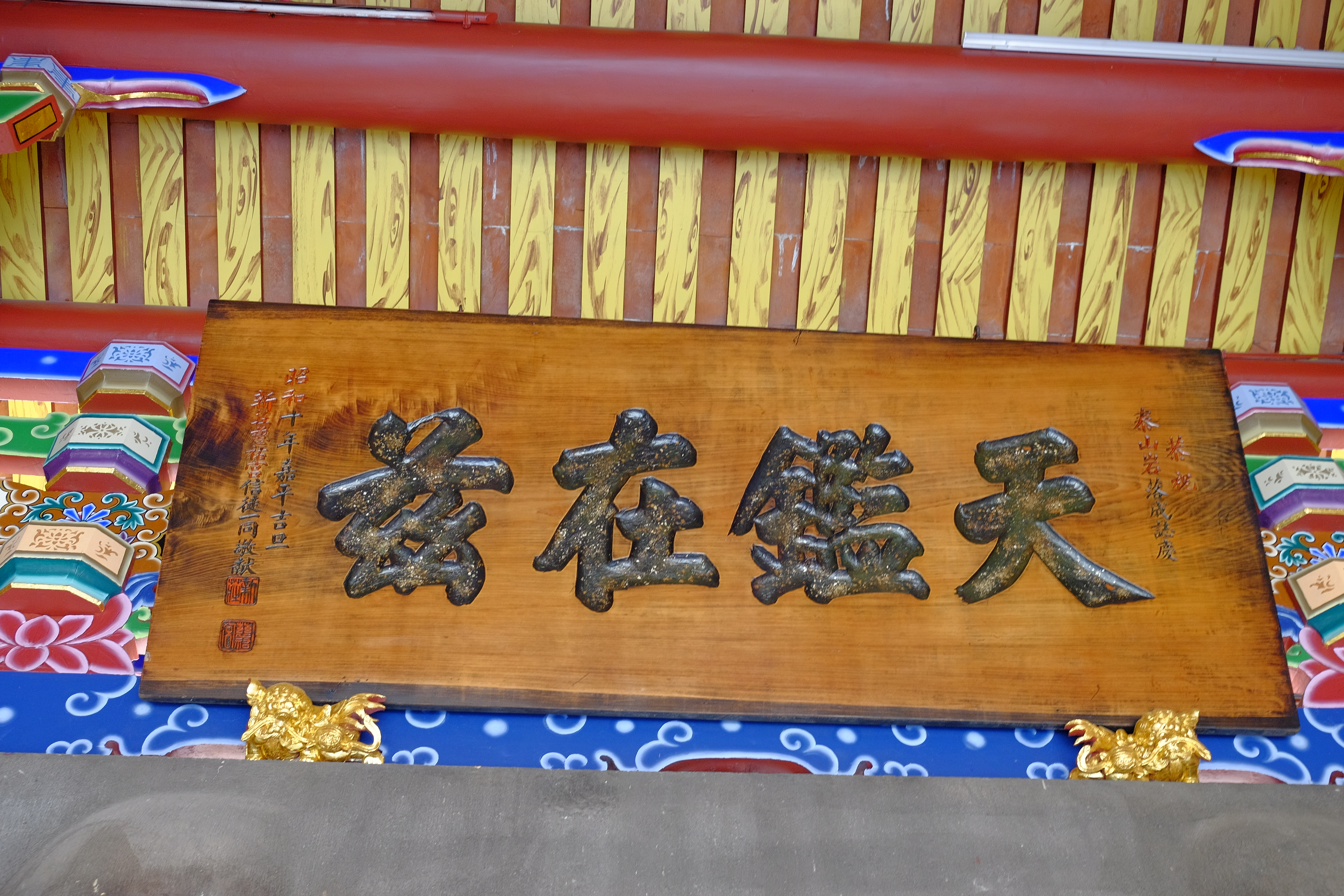
1935年新莊慈祐宮贈頂泰山巖之匾: 天鑑在茲

## 歷史
頂泰山巖建於清乾隆十九年（1754年），由仕紳李序彥、李序原等所捐建，自福建省泉州府安溪縣彭內庄分香泰山顯應祖師神像來臺，原名「福山巖」。
咸豐三年（1853年）爆發泉漳械鬥，福山巖為漳人所焚毀，后由李符記（李序原之孫）捐地重建，改稱「泰山巖」，又稱「頂廟」或「頂泰山廟」
因位於崎仔腳山腰上，故又名「崎仔腳廟」，后該廟又分靈出另一座位於山下明志路上的泰山巖，為分別兩座「泰山巖」，故頂泰山巖又稱為「崎仔腳老祖廟」、「頂廟」。
後於明治三十九年（1906年）及昭和七年（1932年）重新修建，乃成今日格局，廟中石雕牆堵石柱多為本年所重建，樑柱結構木雕乃名匠陳應彬所設計督造，陳應彬負責大木作（結構），黃龜理負責小木作（花部雕刻），為台灣尚存少數木造寺廟建築。1972年再度重修，而成今貌。
「頂泰山巖」為安溪縣李姓族人創建，所以也是當地李氏之祖廟。泰山區內另有一「下泰山巖」，係由「頂泰山巖」分靈而來，自此泰山巖始有頂、下之分，本地的地名「泰山」，也因此而來。

## 建築
頂泰山巖坐西北朝東南，通寬九開間兩進兩廊兩護龍。前殿採石雕牆堵，蟠龍柱牆面石雕皆昭和時期的臺灣建築風格。前殿為重檐硬山式，兩側山門則為重檐歇山形式，使宛若三座並排之廟宇。

## 祀神
泰山巖正殿主祀顯應祖師，正殿兩側配祀觀音佛祖與天上聖母；龍邊偏殿奉祀五文昌帝君、註生娘娘；虎邊偏殿奉祀地藏菩薩等神祇。

## 外部連結
- 官方网站
- 頂泰山巖的Facebook專頁
- 泰山區公所《頂泰山巖》
- 林美容《台灣本土佛教的傳統與變遷: 巖仔的調查研究》中研院民族所 1995年 （页面存档备份，存于）